# 马延乡
马延乡是中国黑龙江省哈尔滨市尚志市下辖的一个乡，位于尚志东南，滨绥铁路、301国道过境。

## 行政区划
马延乡下辖以下地区：
马延村、红升村、荣安村、沙沟子村、长安村、抚安村、太和村、贵乡村和东兴村。